# Universitat de Freiberg
La Universitat de Mineria i Tecnologia de Freiberg (en alemany:Technische Universität Bergakademie Freiberg i abreujat com TUBAF) és una important universitat tecnològica alemanya situada a Freiberg.
Compta amb més de 4.000 estudiants. Va ser fundada l'any 1765 pel Príncep Francesc Xavier regent de Saxònia basant-se en els plànols fets per Friedrich Wilhelm von Oppel and Friedrich Anton von Heynitz.
Es tracta de la universitat més antiga del món entre les especialitzades en la mineria i la metal·lúrgia. Els elements químics indi (1863) i germani (1886) els van descobrir científics d'aquesta universitat. Alexander von Humboldt hi va estudiar mineria entre els anys 1791 i 1792.
Actualment la Universitat de Freiberg compta amb 6 facultats: Matemàtica i Informàtica / Química, Biologia i Física / Geocìència, Geoenginyeria i Mineria / Enginyeria Mecànica / Ciència dels Materials / Administració de Negocis i Econòmiques.
La Universitat de Mines i Tecnologia de Freiberg ha estat classificada entre les millors universitats del món per enginyeria de mines.